# 山村達也
山村 達也（やまむら たつや、1961年9月21日 - ）は、大阪府出身の元プロ野球選手（投手）。右投右打。元プロ野球審判員。審判員番号「18」。
長男は元徳島インディゴソックス選手で2012年よりNPBプロ野球審判員の山村裕也。

## 来歴・人物
泉州高から、1979年のプロ野球ドラフト会議で近鉄バファローズから3位指名を受け入団。
高卒ながらプロ1年目の1980年から一軍登板を果たし、1981年にはシーズン終盤の消化試合ながら2連続完投勝利を記録し注目を浴びる。1983年には、5月末から先発の一角として起用され3勝をあげるが、その後は伸び悩み1990年限りで現役を引退。なお、二軍では当時ファーム記録となる通算62勝を挙げており、2020年現在でもウエスタンリーグ記録である。
1991年にパシフィック・リーグ審判部入局。1992年、ジム・エバンス審判学校にて1年間の研修を受けた。袖番号は18。
2016年シーズン終了時点で1788試合出場オールスター出場3回（1999年、2006年、2013年。1999年第2戦で球審）、日本シリーズ出場3回（2002年、2009年、2013年。2002年第4戦、2009年第3戦で球審）。
1998年に千葉ロッテマリーンズがプロ野球新記録の17連敗を喫した試合で三塁塁審を、18連敗で止めた試合で球審を務めていた（相手はいずれもオリックス戦）。2008年はクライマックスシリーズ全試合に出場し、第1ステージ第2戦、第2ステージ第5戦で球審を務めた。
球審としては判定のコールがやや遅く、ゆったりとしたコールなのが特徴。以前は球審での構えがシザーススタンスだったが、後にボックススタンスで構えている。2010年に主任に昇進した。役職名変更により2011年からクルーチーフとなったが、2013年からはクルーチーフの役を解かれ一般審判員となる。
2013年、5月20日のオリックス対横浜DeNAベイスターズ戦（京セラドーム大阪）で審判として通算1500試合出場を達成したが、前日の同戦でも5回終了時点で1500試合出場でセレモニーが行われており、これはオリックスの広報部によるミスで、実際はこの試合では1499試合目だった。
2016年シーズン限りで審判員を引退した。袖番号18は、息子である山村裕也審判に引き継がれている。また主任に昇任した2010年度の暮れに極初期の悪性リンパ腫が見つかり、審判員を退いた2016年まで病気とも闘っていた。2013年にクルーチーフを降りて一般審判員になったのもこの病気が影響していると言われている。
2016年の学生野球資格回復研修を受講したうえで、翌2017年2月7日に日本学生野球協会より学生野球資格回復の適性認定を受けたことにより、学生野球選手への指導が可能となった。

## 詳細情報

### 年度別投手成績
| 年 度     | 球 団     | 登 板 | 先 発 | 完 投 | 完 封 | 無 四 球 | 勝 利 | 敗 戦 | セ 丨 ブ | ホ 丨 ル ド | 勝 率 | 打 者 | 投 球 回 | 被 安 打 | 被 本 塁 打 | 与 四 球 | 敬 遠 | 与 死 球 | 奪 三 振 | 暴 投 | ボ 丨 ク | 失 点 | 自 責 点 | 防 御 率 | W H I P |
| --------- | --------- | ----- | ----- | ----- | ----- | -------- | ----- | ----- | -------- | ----------- | ----- | ----- | -------- | -------- | ----------- | -------- | ----- | -------- | -------- | ----- | -------- | ----- | -------- | -------- | ------- |
| 1980      | 近鉄      | 1     | 0     | 0     | 0     | 0        | 0     | 0     | 0        | --          | ----  | 16    | 3.0      | 5        | 2           | 1        | 0     | 0        | 3        | 0     | 0        | 5     | 5        | 15.00    | 2.00    |
| 1981      | 近鉄      | 2     | 2     | 2     | 0     | 1        | 2     | 0     | 0        | --          | 1.000 | 68    | 18.0     | 13       | 1           | 3        | 0     | 0        | 7        | 0     | 0        | 2     | 2        | 1.00     | 0.89    |
| 1982      | 近鉄      | 6     | 0     | 0     | 0     | 0        | 0     | 0     | 0        | --          | ----  | 63    | 14.2     | 13       | 1           | 7        | 0     | 1        | 13       | 0     | 0        | 9     | 9        | 5.40     | 1.36    |
| 1983      | 近鉄      | 16    | 14    | 4     | 0     | 1        | 3     | 6     | 0        | --          | .333  | 381   | 89.2     | 93       | 10          | 27       | 1     | 1        | 52       | 3     | 0        | 51    | 48       | 4.82     | 1.34    |
| 1984      | 近鉄      | 6     | 2     | 0     | 0     | 0        | 0     | 2     | 0        | --          | .000  | 68    | 14.1     | 20       | 4           | 7        | 0     | 1        | 6        | 0     | 0        | 11    | 10       | 6.28     | 1.88    |
| 1985      | 近鉄      | 3     | 0     | 0     | 0     | 0        | 0     | 0     | 0        | --          | ----  | 34    | 6.0      | 8        | 0           | 10       | 0     | 0        | 5        | 1     | 0        | 9     | 9        | 13.5     | 3.00    |
| 1986      | 近鉄      | 3     | 1     | 0     | 0     | 0        | 0     | 0     | 0        | --          | ----  | 31    | 6.1      | 11       | 1           | 3        | 0     | 0        | 4        | 1     | 0        | 8     | 6        | 8.53     | 2.21    |
| 1988      | 近鉄      | 5     | 1     | 0     | 0     | 0        | 1     | 0     | 0        | --          | 1.000 | 63    | 12.1     | 23       | 4           | 4        | 1     | 0        | 5        | 0     | 0        | 17    | 17       | 12.41    | 2.19    |
| 1989      | 近鉄      | 6     | 0     | 0     | 0     | 0        | 0     | 0     | 0        | --          | ----  | 53    | 11.0     | 13       | 3           | 8        | 0     | 0        | 12       | 0     | 0        | 12    | 12       | 9.82     | 1.91    |
| 通算：9年 | 通算：9年 | 48    | 20    | 6     | 0     | 2        | 6     | 8     | 0        | --          | .429  | 777   | 175.1    | 199      | 26          | 70       | 2     | 3        | 107      | 5     | 0        | 124   | 118      | 6.06     | 1.53    |

### 投手記録
- 初登板：1980年8月9日、対阪急ブレーブス後期5回戦（日本生命球場）、4番手で救援登板・完了、3回5失点
- 初先発・初勝利・初完投：1981年9月27日、対南海ホークス後期12回戦（藤井寺球場）、9回1失点（無四球）

### 背番号
- 49 （1980年）
- 26 （1981年 - 1983年）
- 18 （1984年 - 1990年）

### 審判出場記録
- 初出場：1991年10月5日、オリックス・ブルーウェーブ対日本ハムファイターズ25回戦（グリーンスタジアム神戸）、右翼外審。
- 出場試合数：1788試合（パ・リーグ1360、セ・リーグ204、交流戦186、日本シリーズ12、オールスター8、クライマックスシリーズ15、アジアシリーズ3）
- オールスター出場：3回（1999年、2006年、2013年）
- 日本シリーズ出場：3回（2002年、2009年、2013年）

（記録は2016年シーズン終了時）